# Actinosphaeriidae
Famille
Les Actinosphaeriidae sont une famille d'algues de l'embranchement des Ochrophyta  de la classe des Raphidophyceae et de l’ordre des  Actinophryida.

## Étymologie
Le nom vient du genre type Actinosphaerium, dérivé du grec ακτινο / aktino, «  lancer des rayons », et σφαίρα / sphaira, « globe, sphère », littéralement « sphère rayonnante », en référence à la forme et l'aspect de l'organisme.

## Liste des genres
Selon AlgaeBase (2 mars 2022) :
- Actinosphaerium Ritter von Stein, 1857

## Taxonomie
En 1911 le zoologue allemand Alfred Edmund Brehm classe le genre Actinosphaerium dans le règne animal.